# Турбів
Турбі́в — селище в Україні, центр Турбівської селищної громади Вінницького району Вінницької області. До 2020 року входило до складу Липовецького району. Селище сполучене автошляхом Р33, до якого примикають автошляхи Т 0203 та Т 0219.

## Загальна інформація

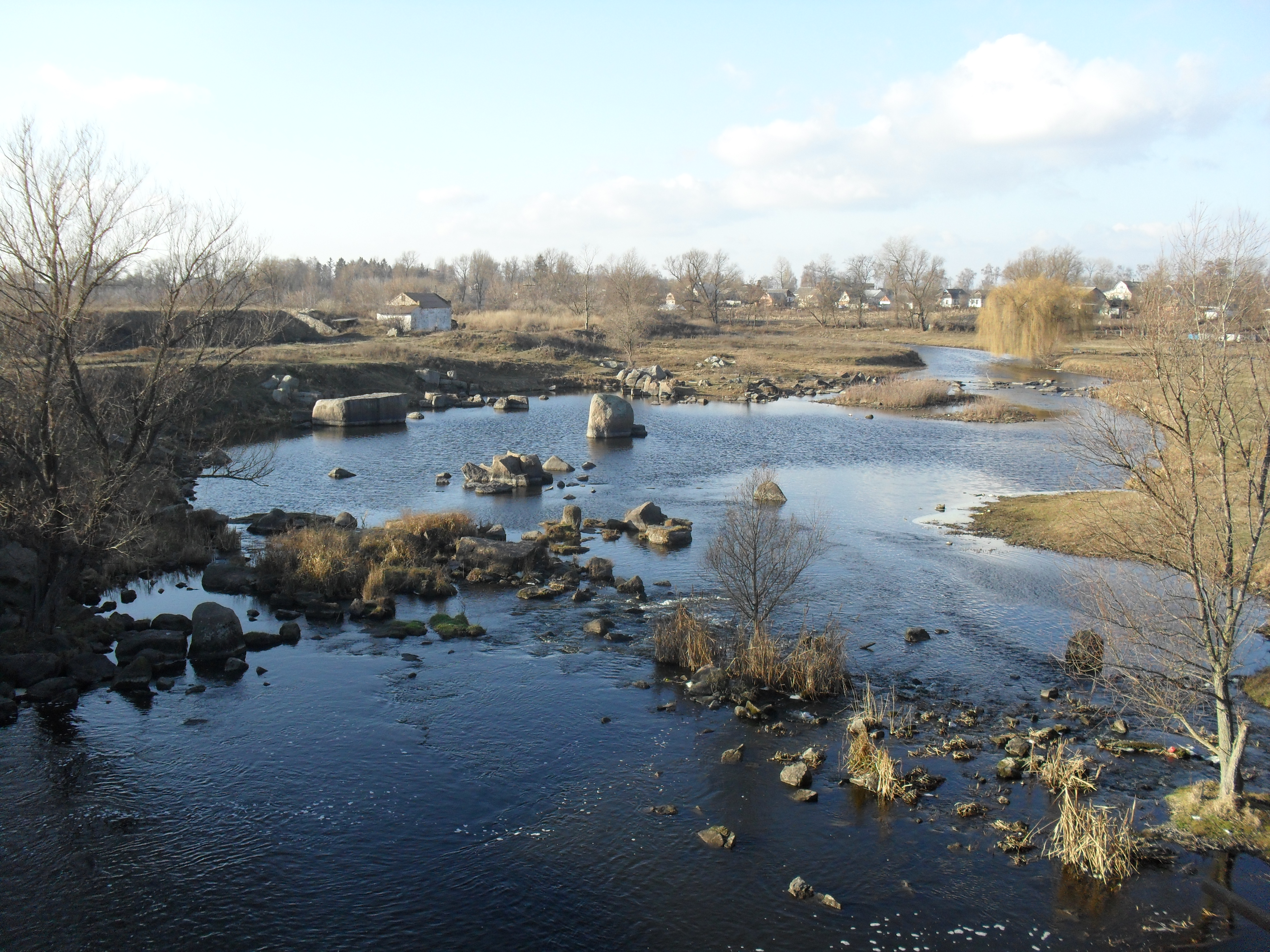
Річка Десна у Турбові

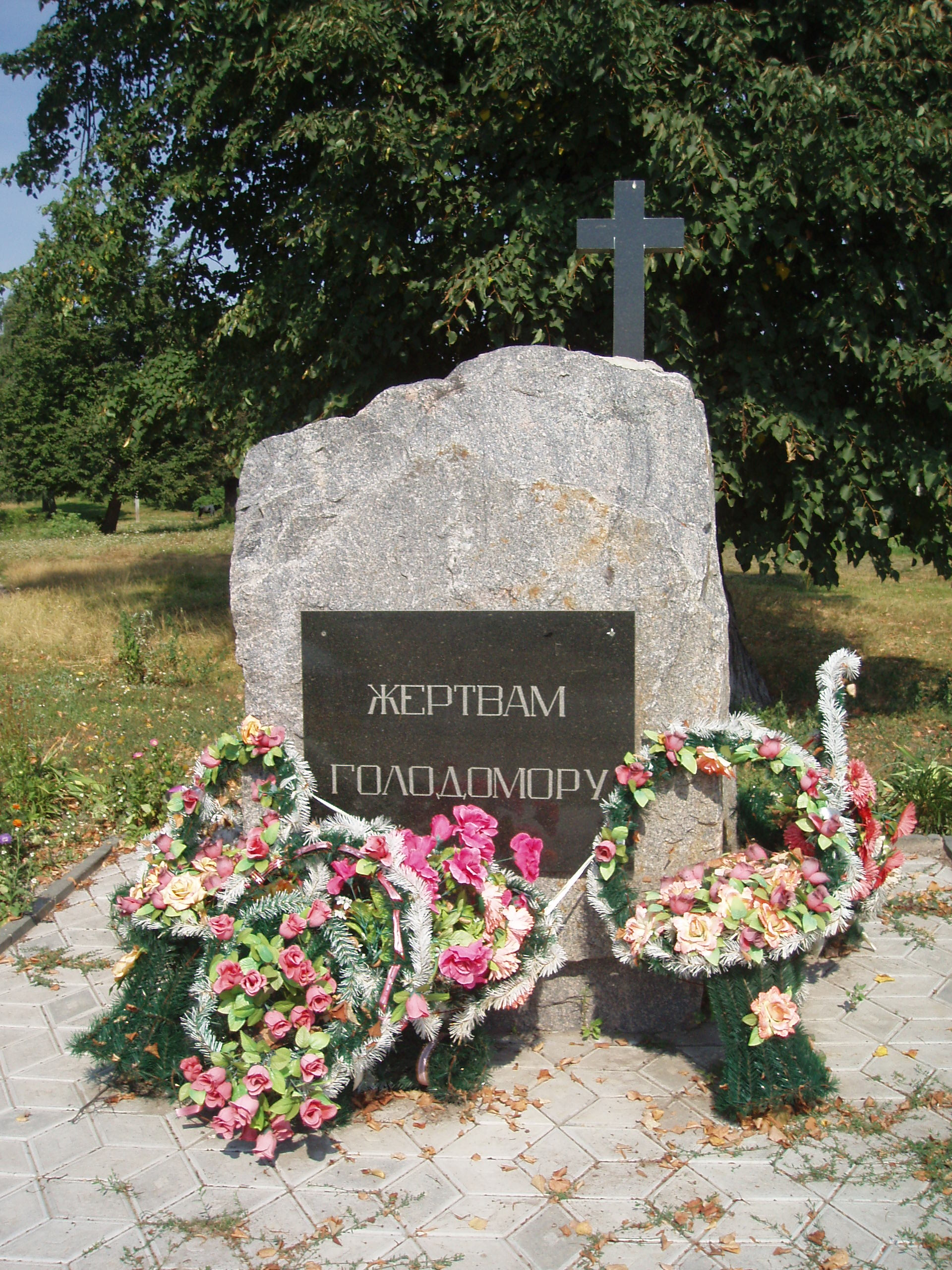
Пам'ятний знак Жертвам Голодомору

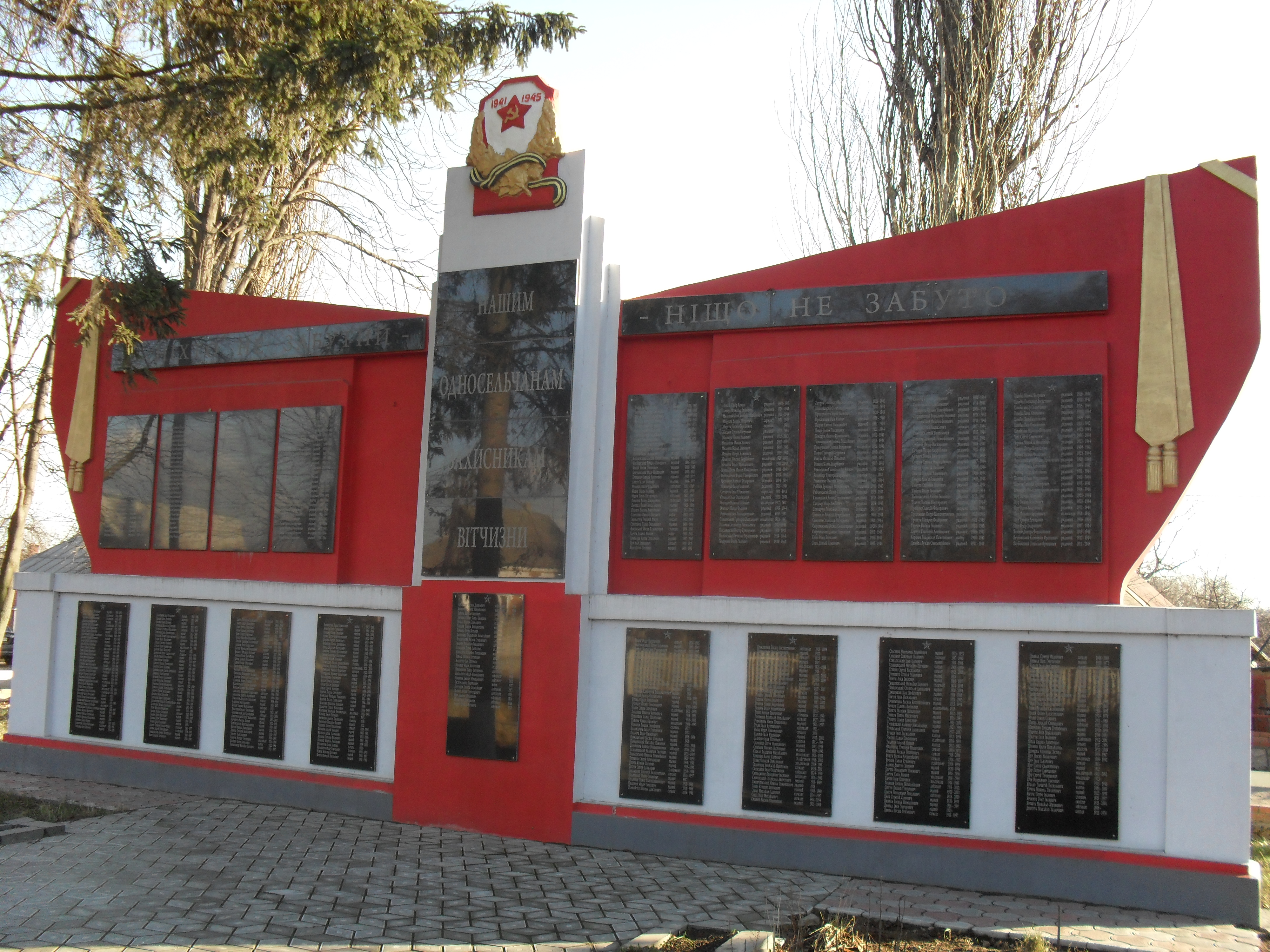
Меморіал воїнам, що брали участь у німецько-радянській війні

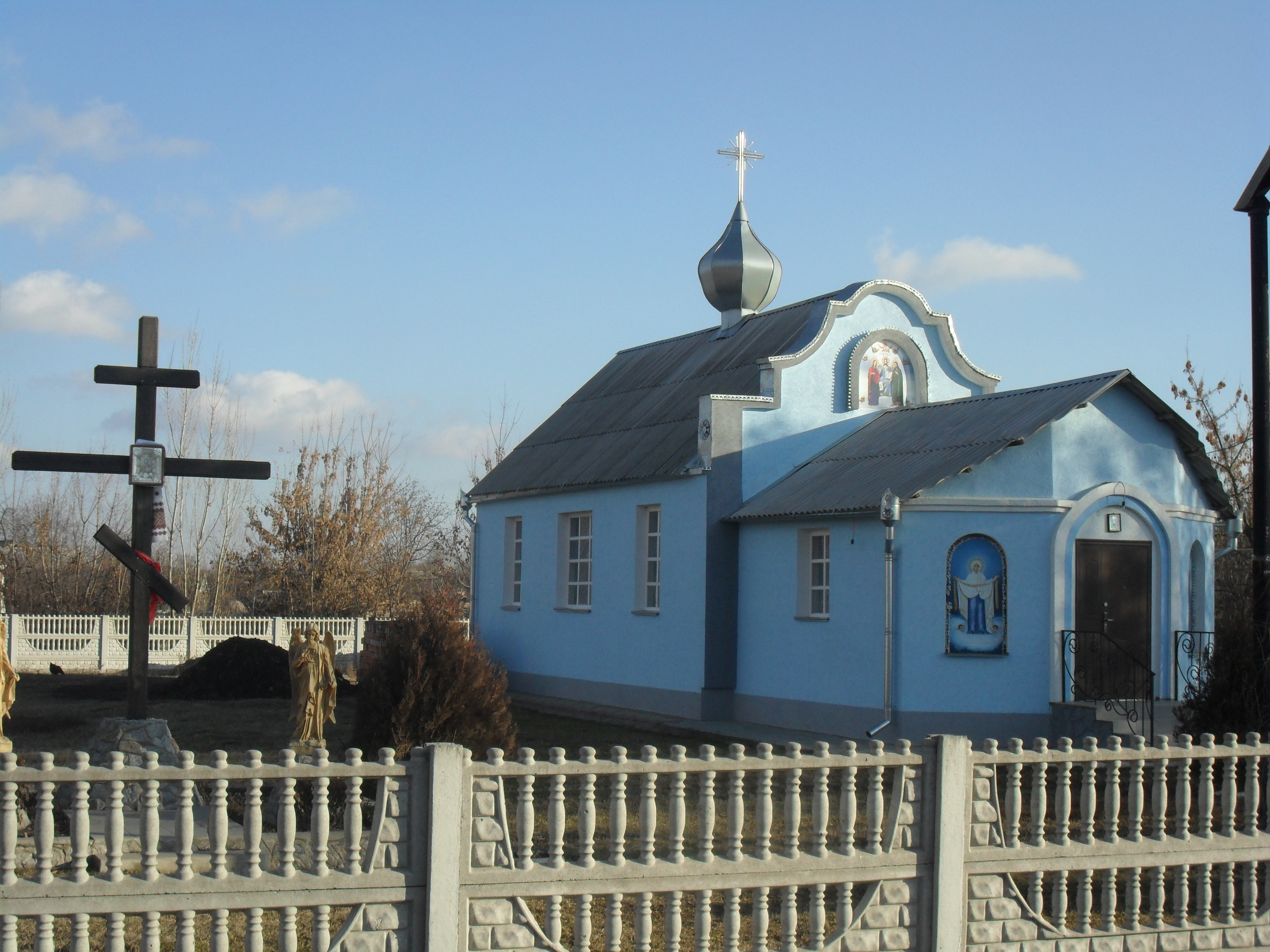
Храм ПЦУ

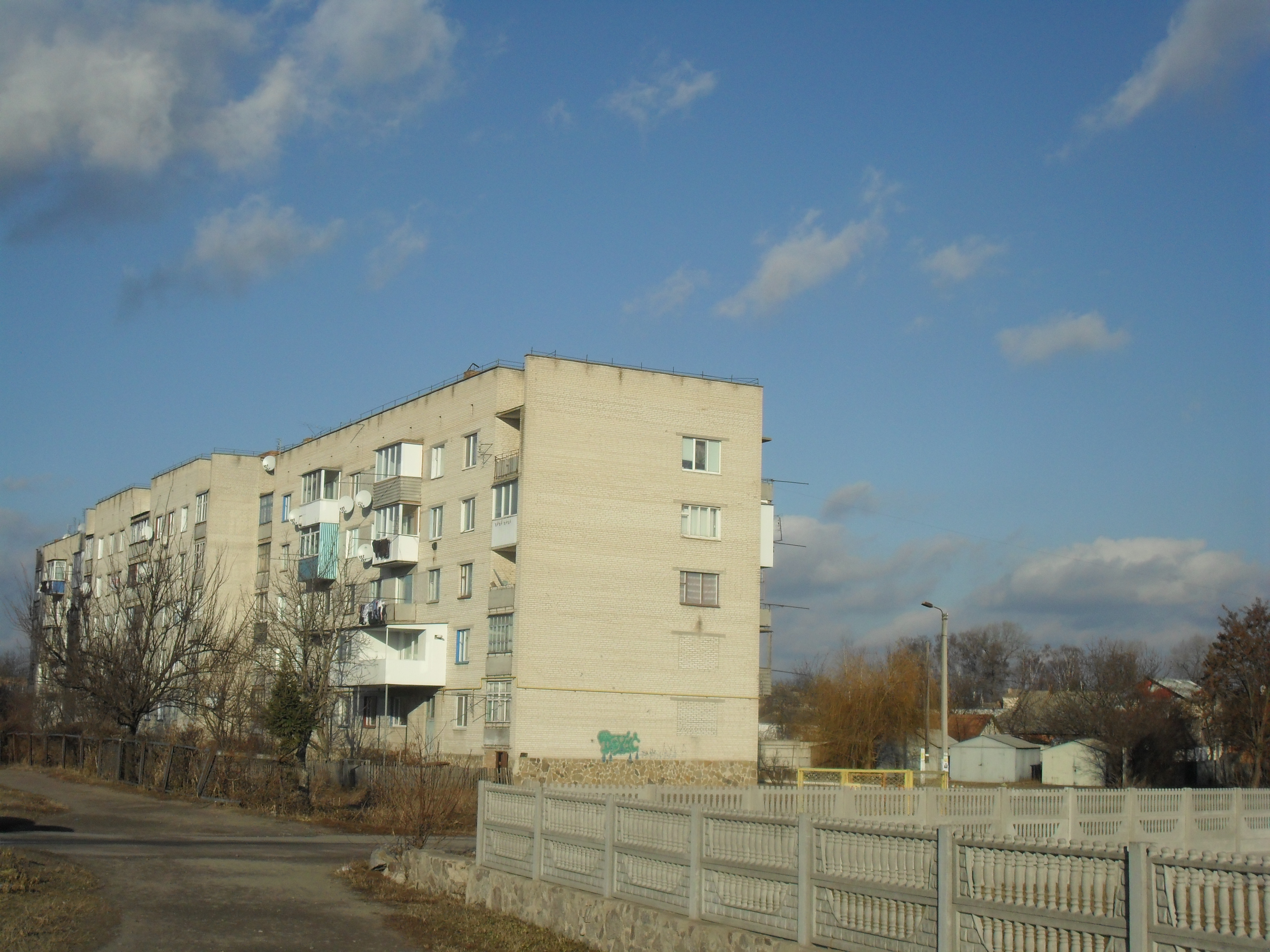
П'ятиповерхові будинки

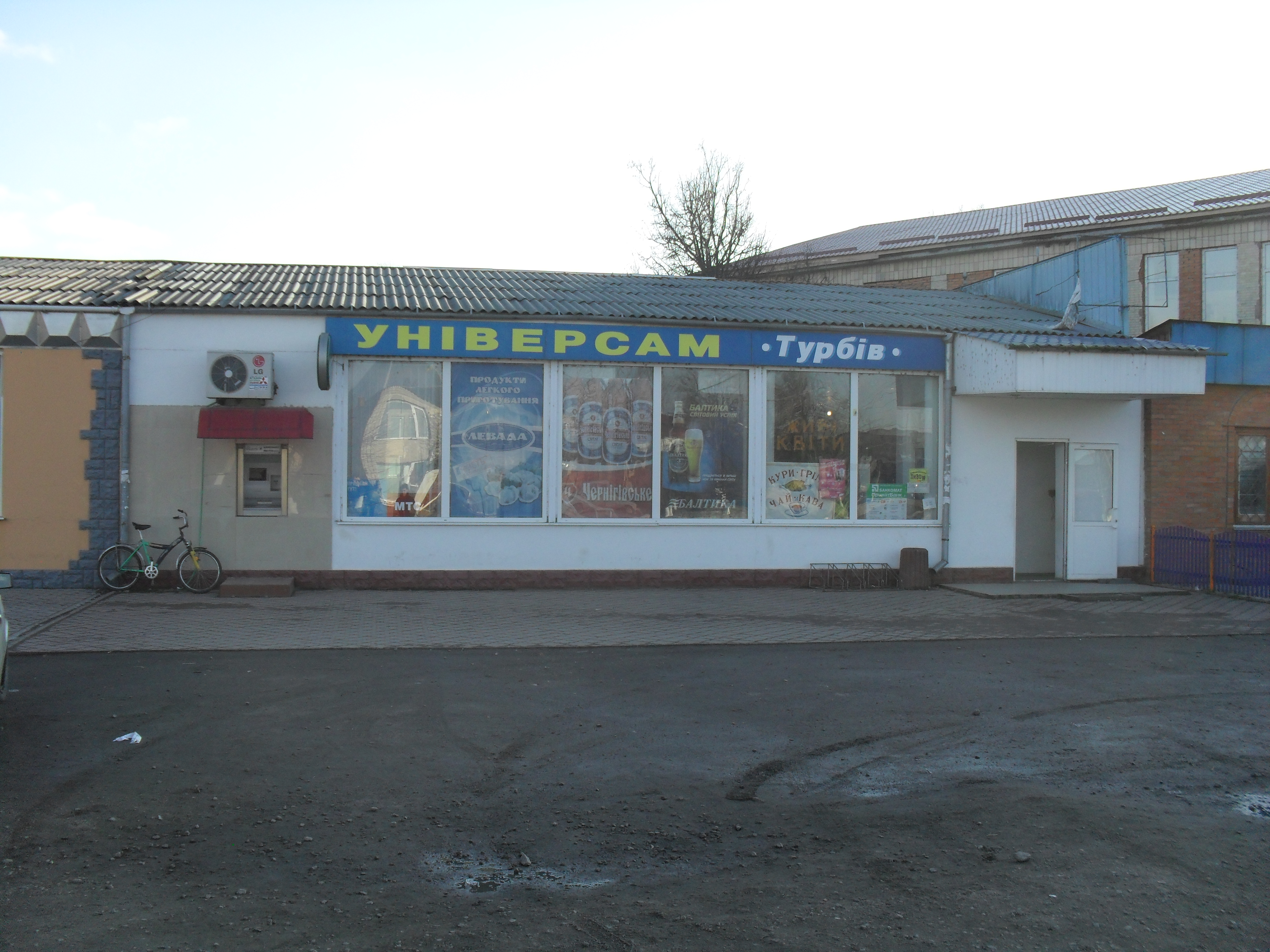
Універсам «Турбів»

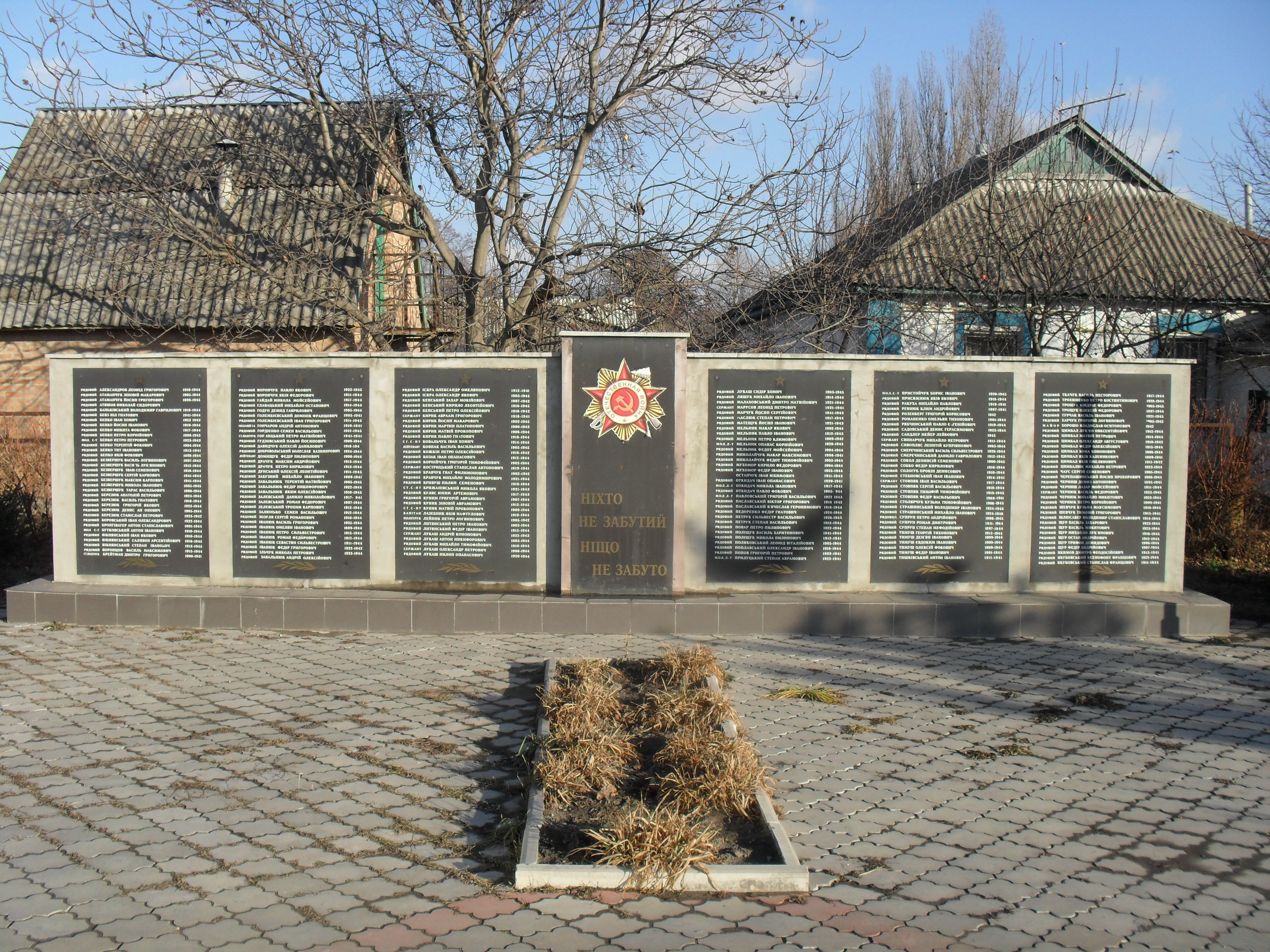
Меморіал загиблим в роки Другої світової війни поблизу селищної ради

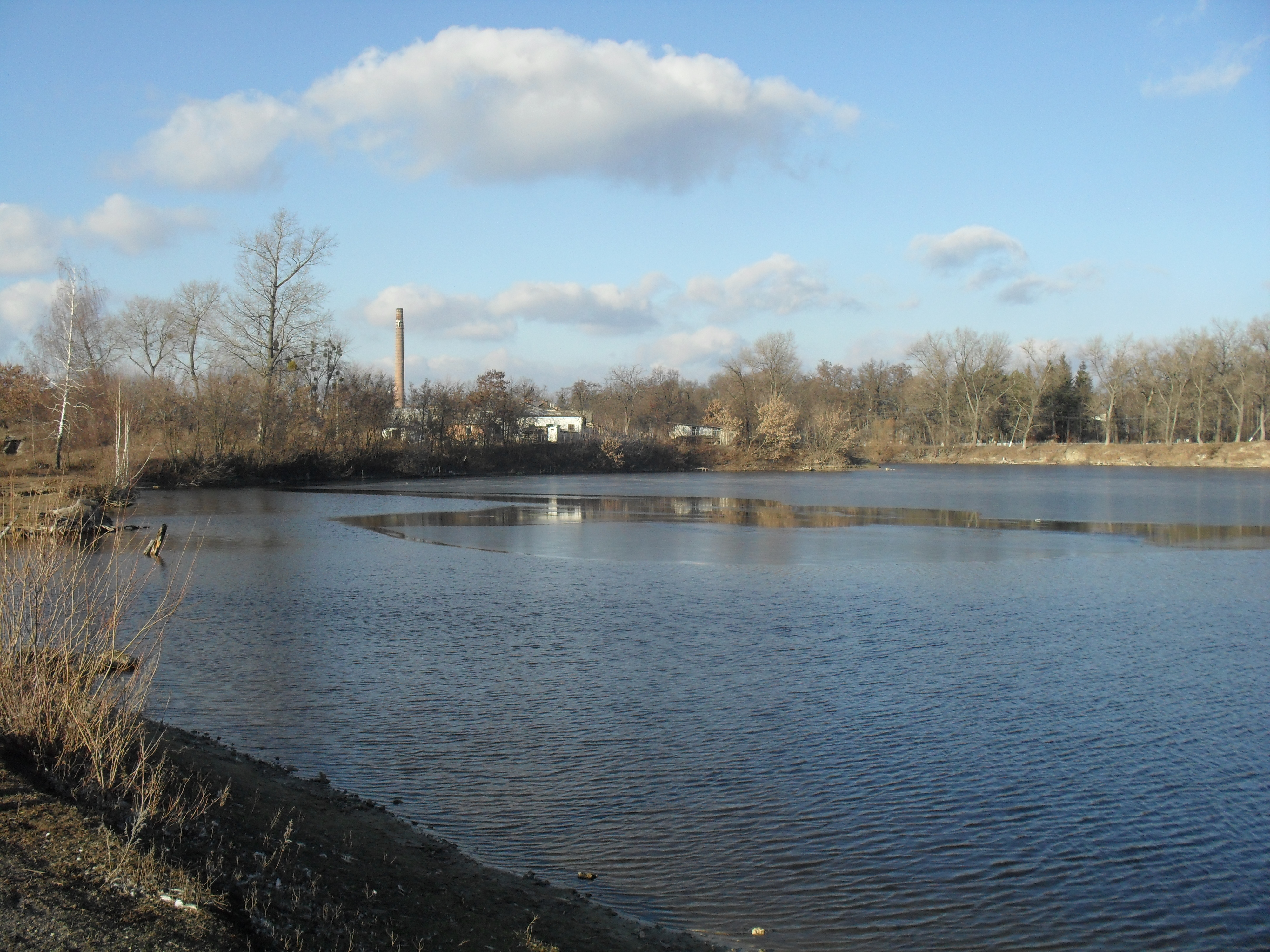
Кар'єр між автодорогою та залізницею

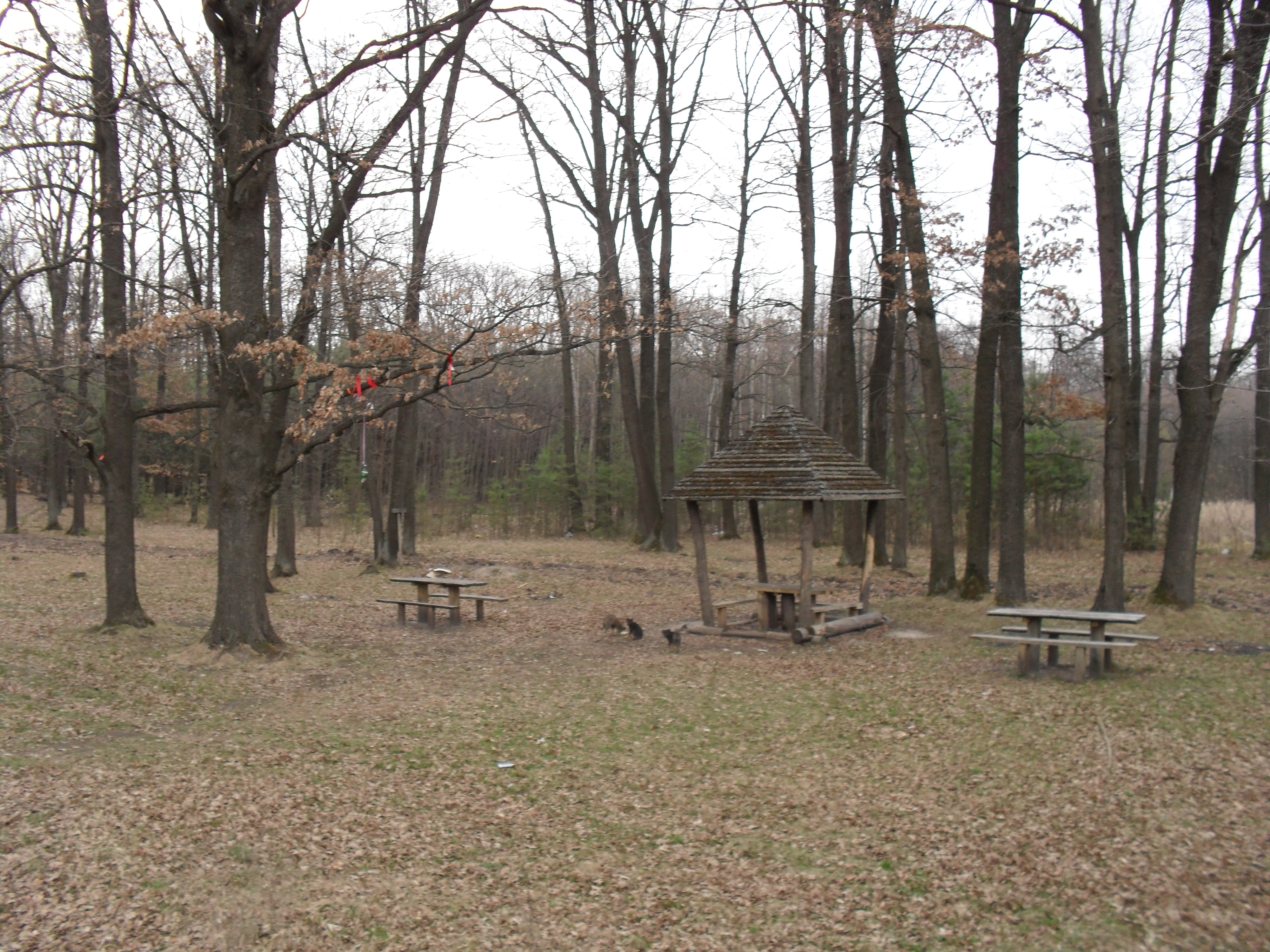
Місце, де знаходилось «дерево кохання»

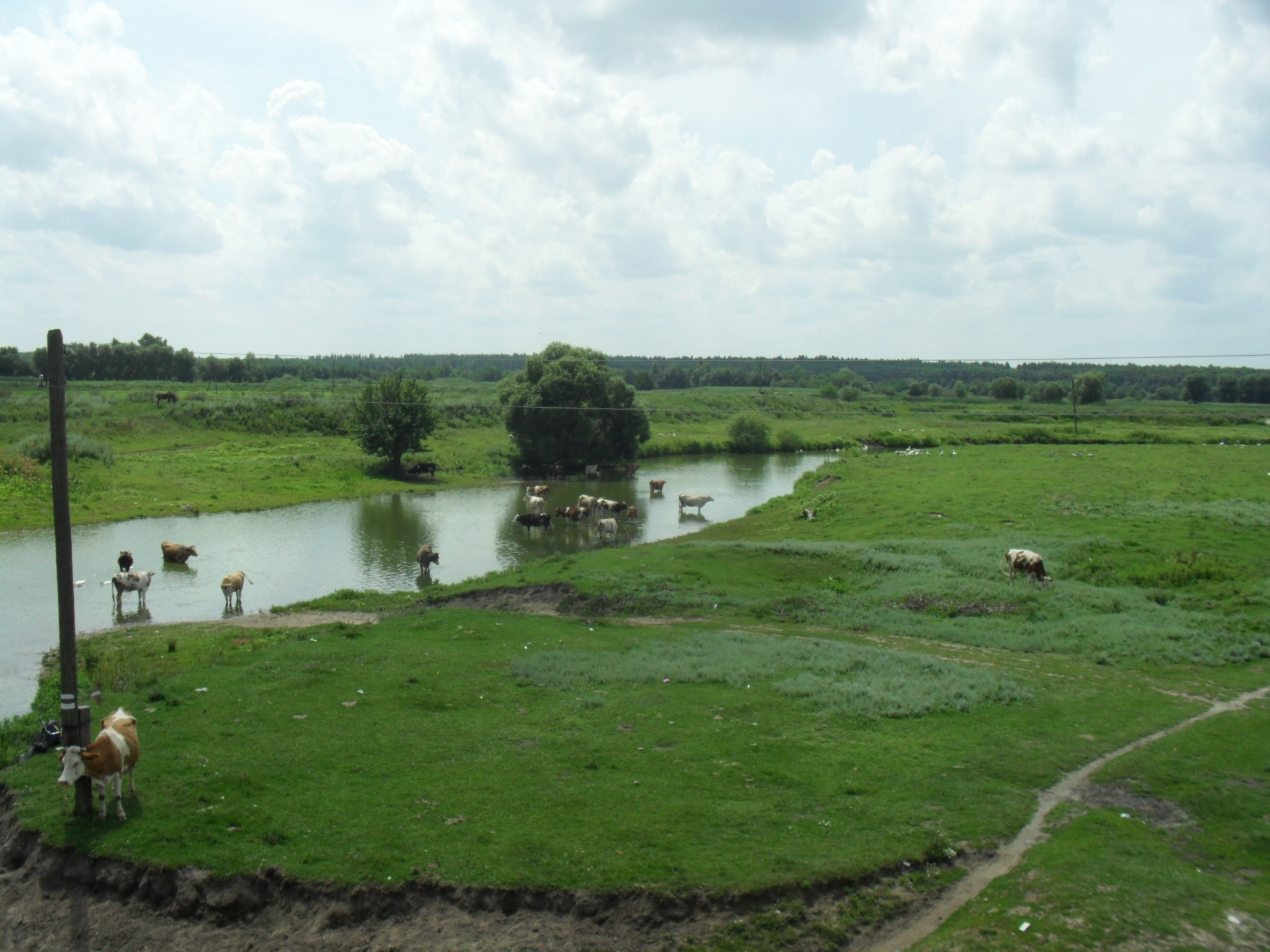
Краєвид з залізничного мосту

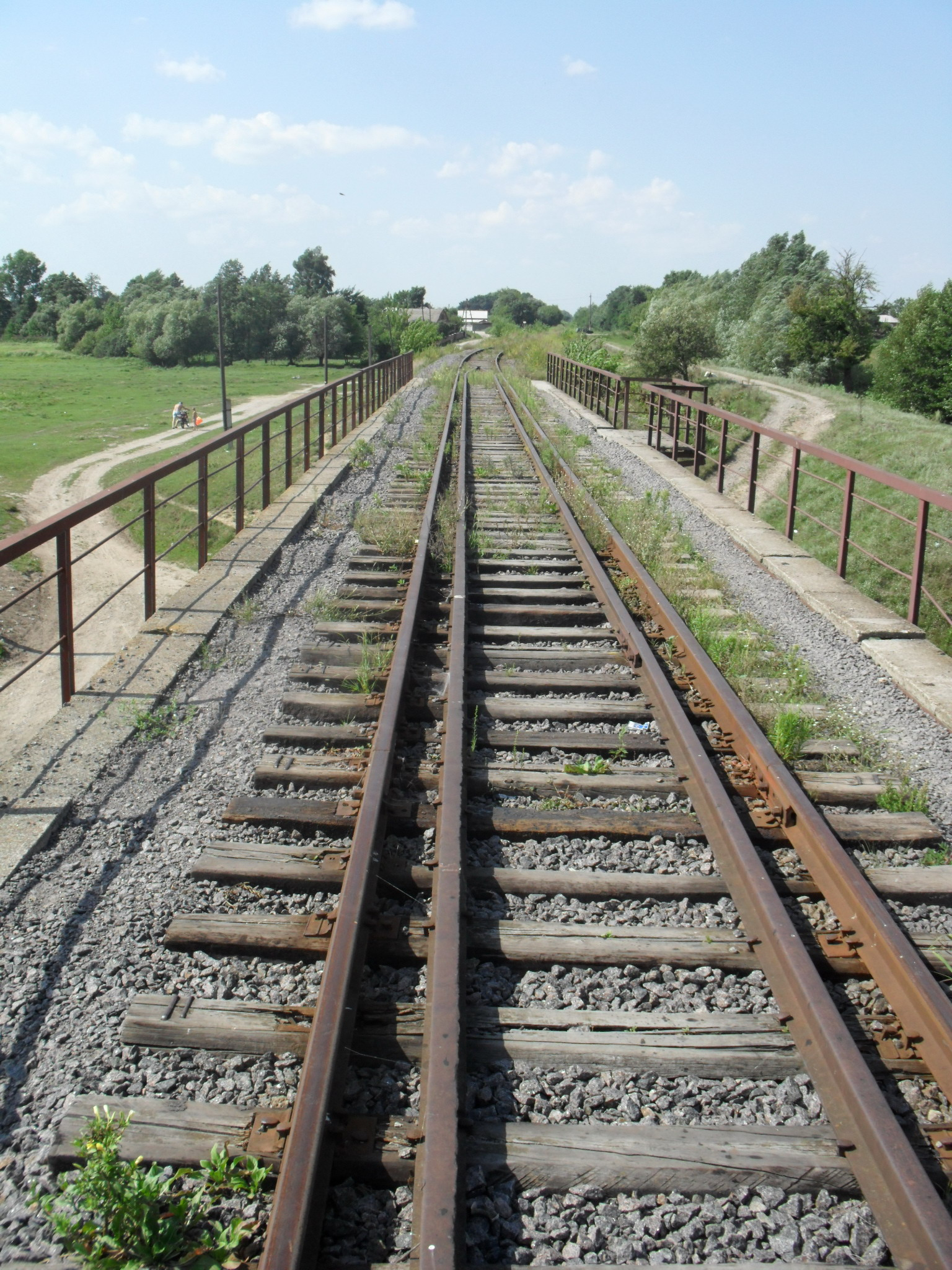
Залізничний міст

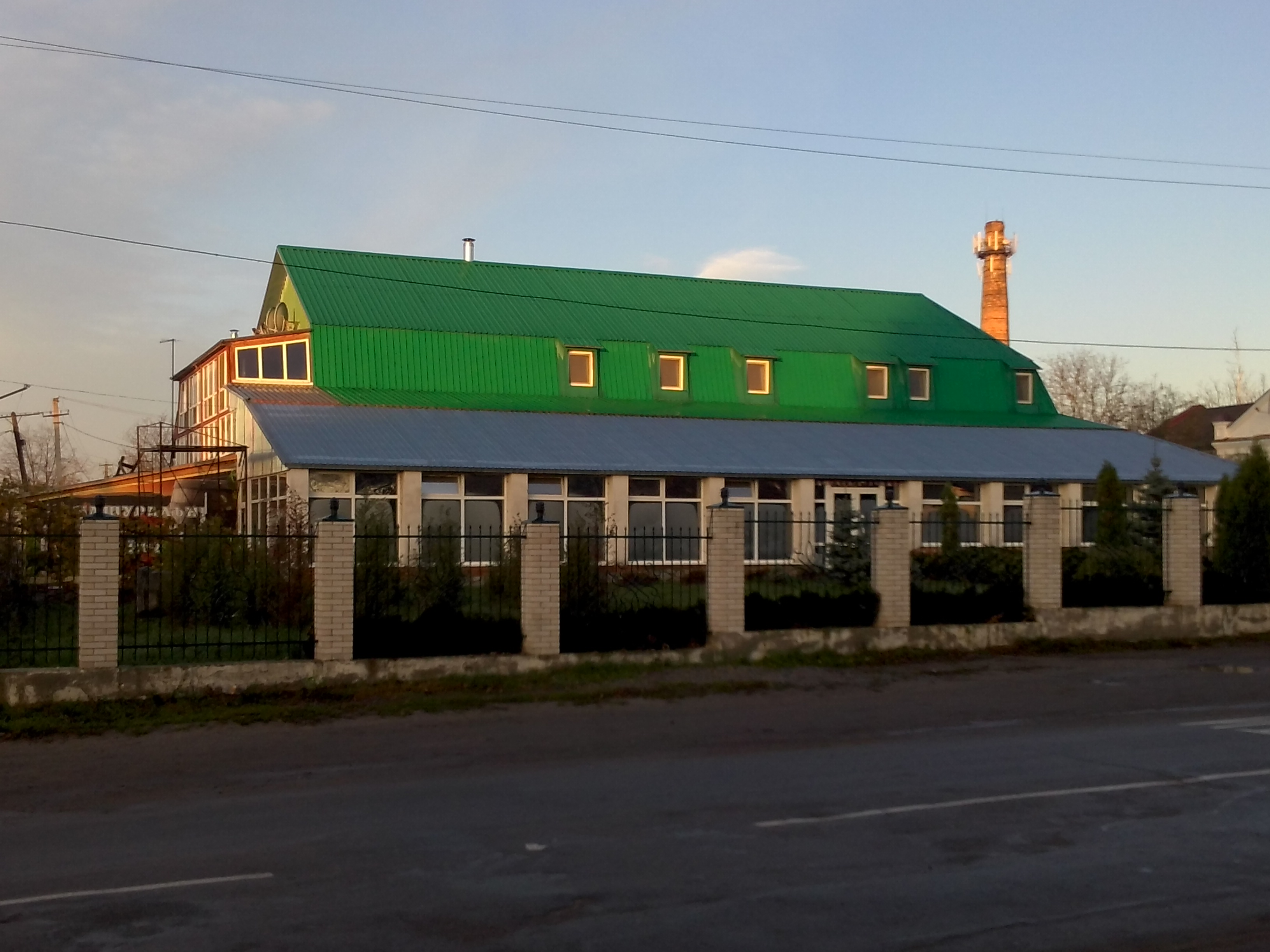
Готель

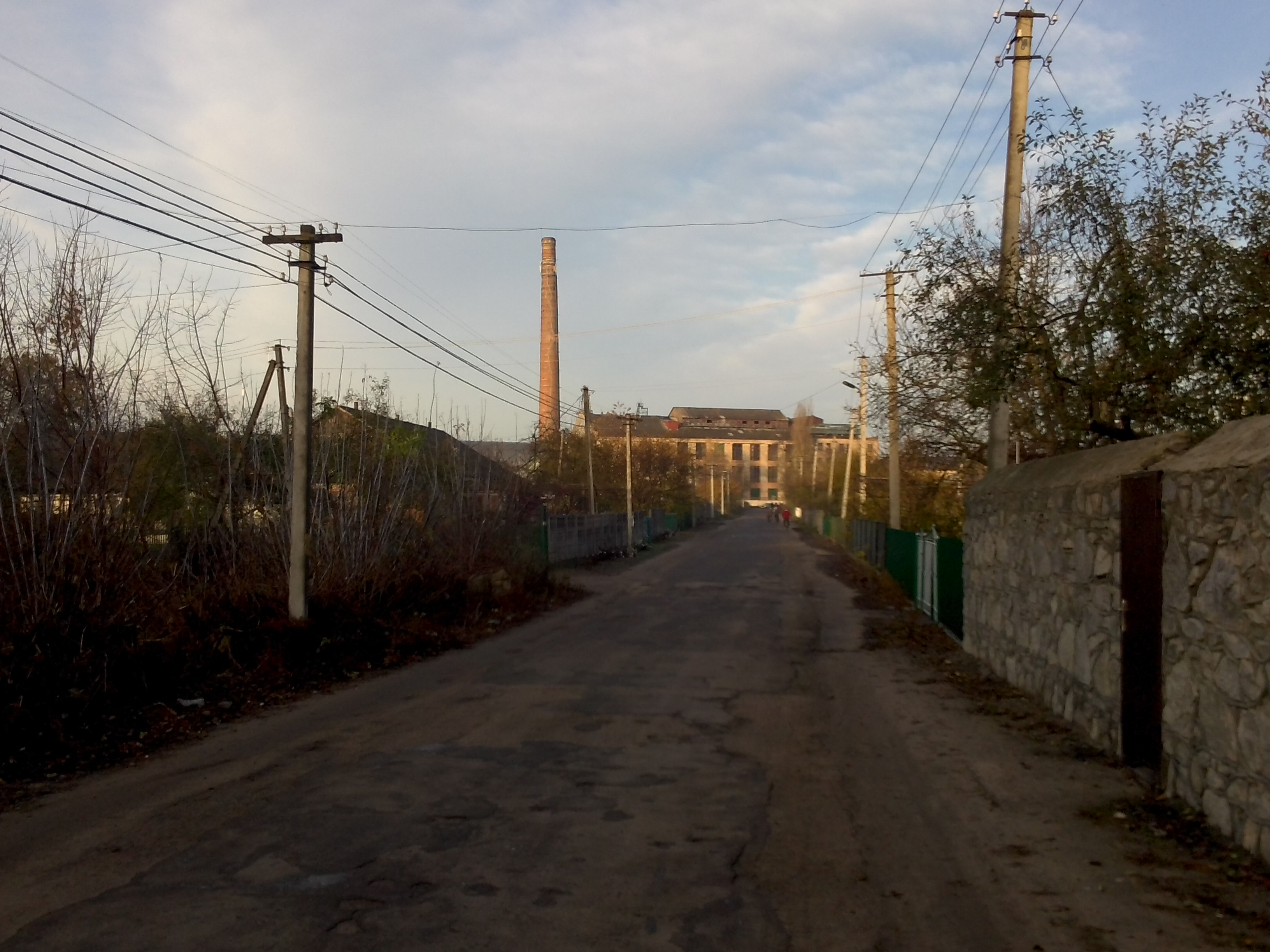
Початок вулиці Пролетарської та цукровий завод

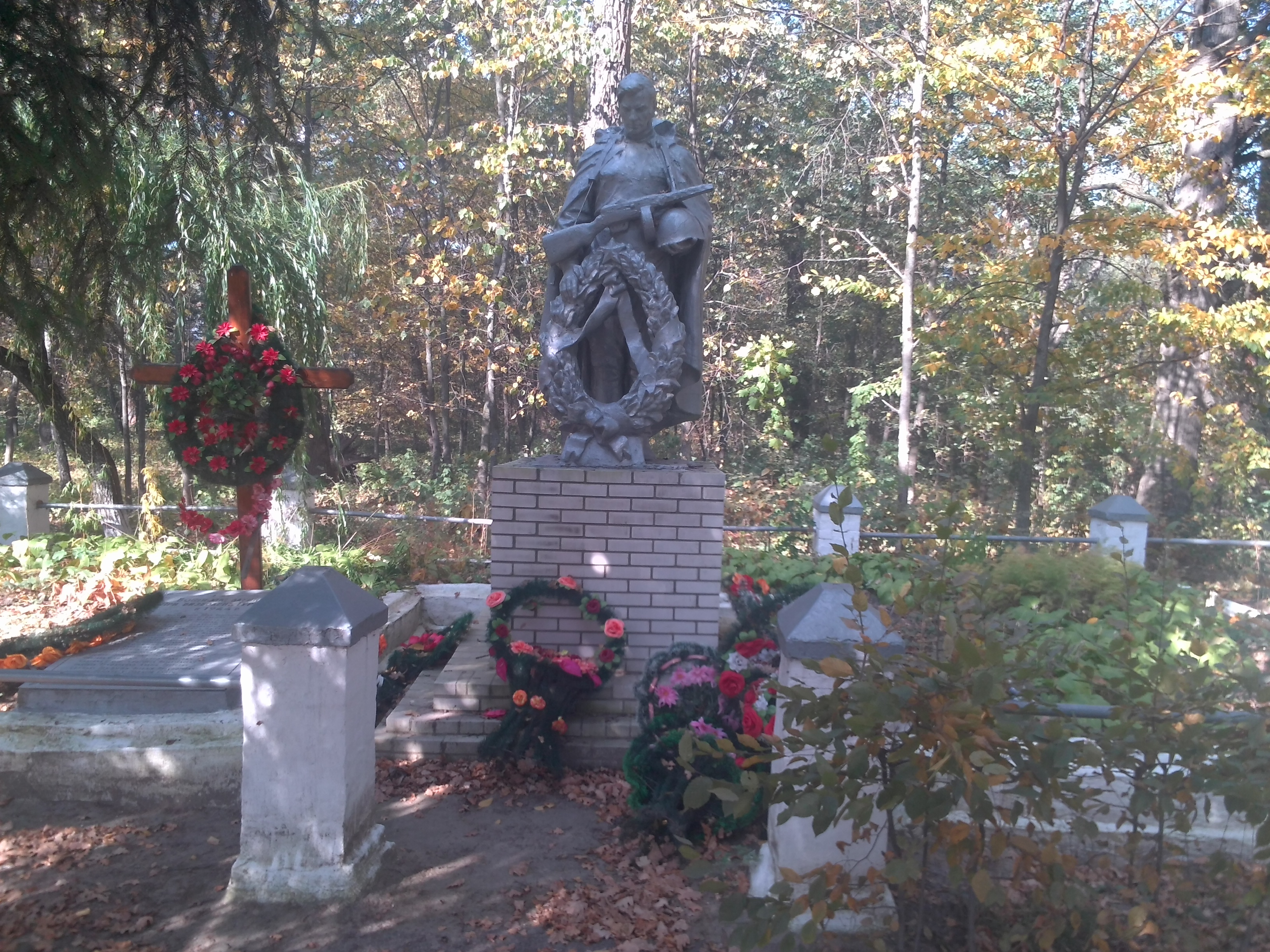
Братська могила у парку

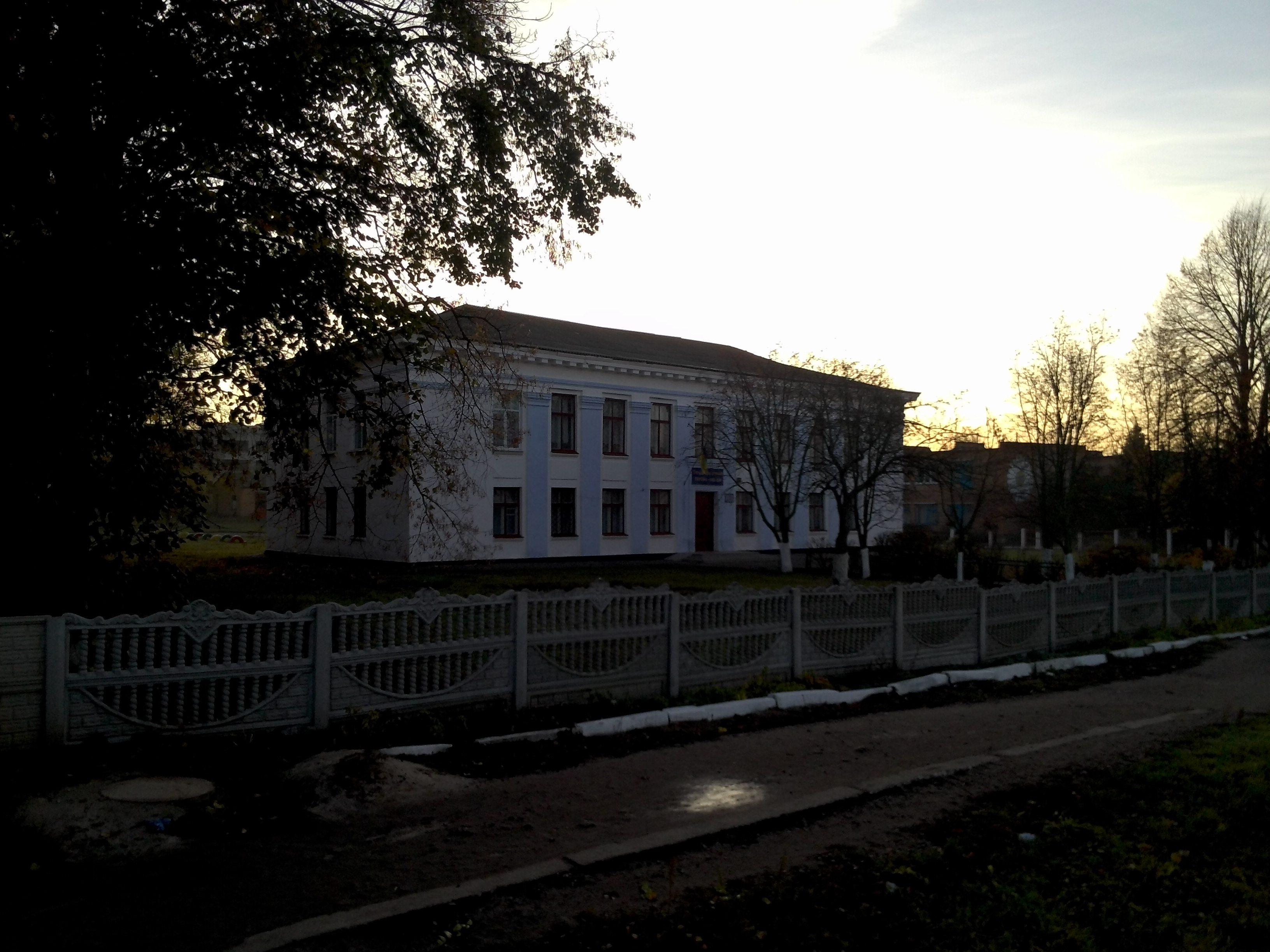
Турбівська ЗОШ № 2

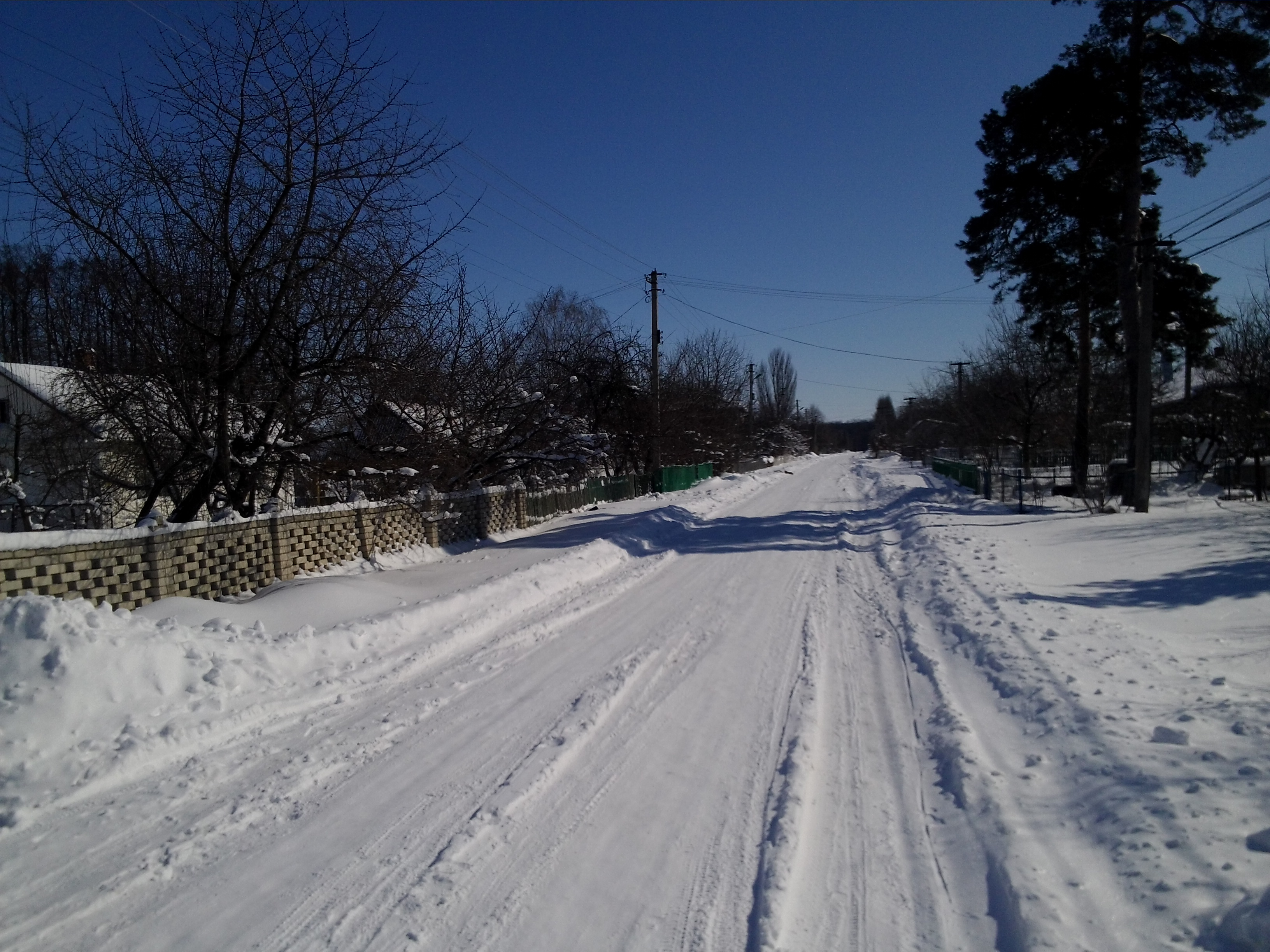
Засніжена дорога по вулиці Пролетарська

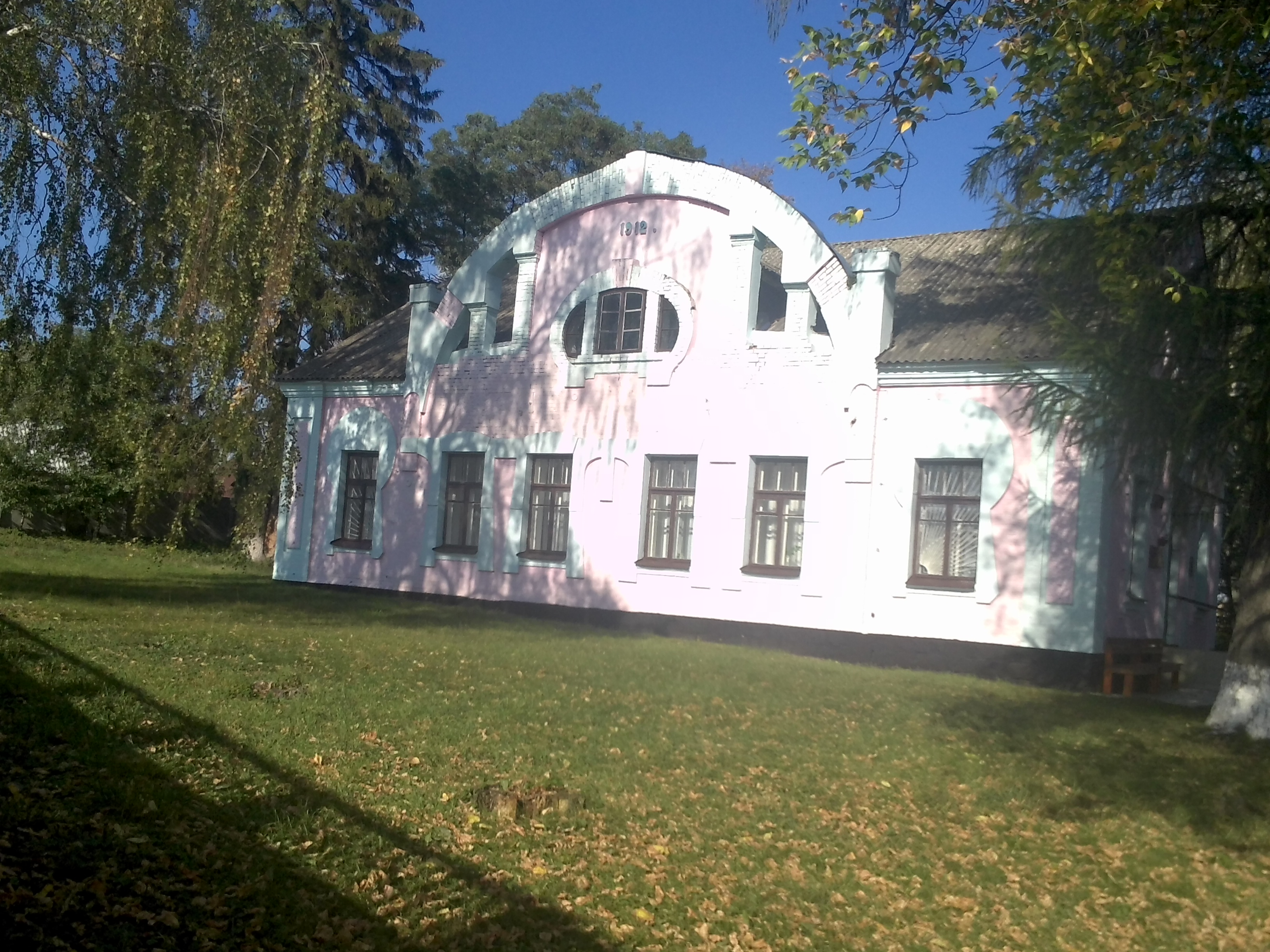
Будівля Турбівської лікарні (територіально знаходиться в с. Нова Прилука)

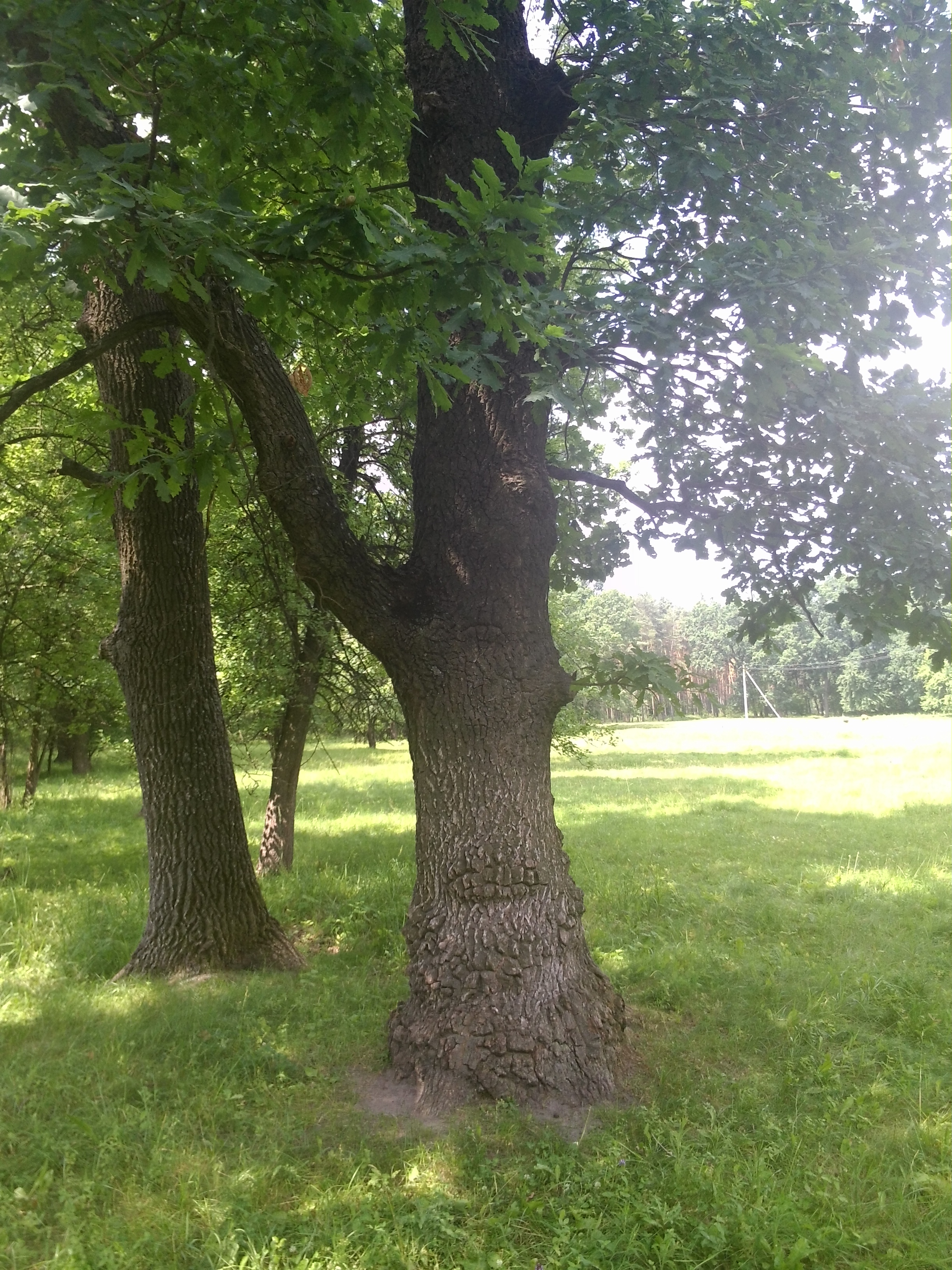
У Турбівському лісі

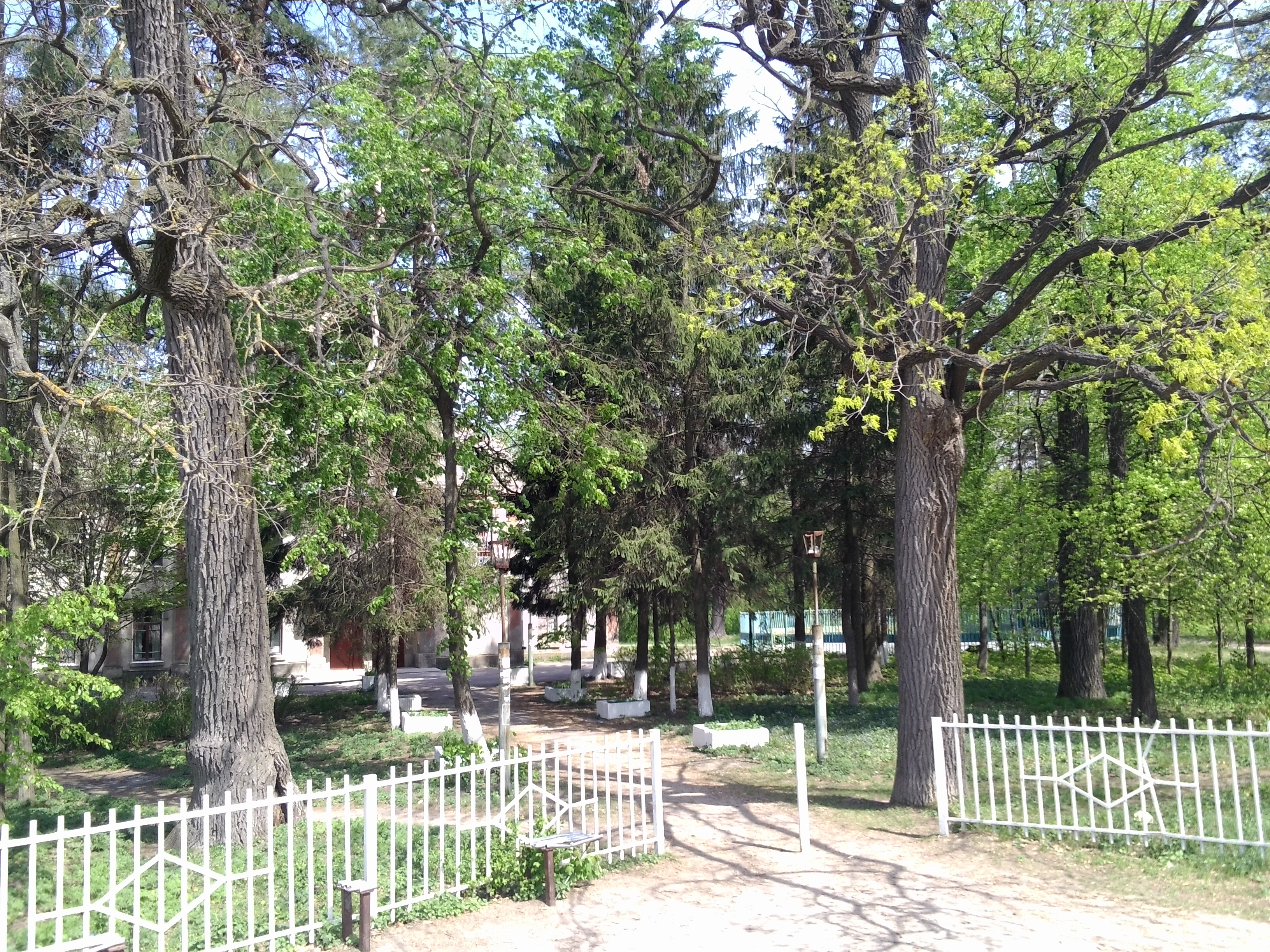
Турбівський парк

Турбів розташований на східному Поділлі над річкою Десенкою за 25 км від районного центру — міста Вінниця.
У селищі розташована однойменна залізнична станція. Населення Турбова становить 7013 осіб (6500 у 1970 році).
У селищі є парк — заповідна зона, в якій росте понад 100 двохсот-трьохсотлітніх дубів.

## Історія
Перша письмова згадка про Турбів трапляється в описі Вінницького замку за серпень 1545 року як «…маєток Петра Брашковича — село Турбів над гирлом річки Вільшанки», що був приписаний до Вінницького замку і постачав йому продовольство, та й городня турбівська знаходилася в замку.
Зрозуміло, що Турбів виник набагато раніше, але встановити історично правдиву картину становлення села важко, оскільки в 1430 році Вінницький замок був захоплений і спалений татарами. Деякі історики вважають, що Турбів був заснований приблизно в 1150 році, пов'язуючи виникнення села з кочовими племенами «турпіями», які і дали назву поселенню.
Існує також легенда про походження назви Турбова від слова «турботи», що виникали в чумаків, які їздили через Турбів у Крим по сіль. Проте ця легенда не знаходить жодного підтвердження, оскільки ніколи Чумацький шлях через Турбів не проходив, а в часи татарських набігів чумаки в Крим по сіль взагалі не їздили, бо це було небезпечно.
Інша легенда про те, що «… місце, де тепер місток з'єднує два береги р. Десни, в давнину називалось Тур'їв брід, з часом перетворилося у Турбрід, ще пізніше — в Турбів…». Ця легенда також не знаходить підтвердження, оскільки актові джерела та рештки фауни верхнього і середнього Побужжя свідчать, що тури водились тут у VII—IX ст., коли ще не існувало поселення.
У XVI столітті містечко належало до Брацлавського повіту та входило до складу Прилуцького ключа і належить могутньому князеві Янушу Збаразькому — брацлавському воєводі.
У 1604 році між князем Янушем Острозьким і Янушем Збаразьким і його синами, потім протягом багатьох років проходили межеві спори за маєтності.
Межові знаки між маєтками великих землевласників проходили від Животова, Погребища до Турбова і Прилуки і вище по Київському воєводству (Архив Юго-Зап. России, т. I, ч. III, стр. 263).
По смерті воєводи Турбовом володіли його сини, спочатку Криштоф, а з 1627 року — Юрій, «… Прилука з замком і околицями, до яких належить Н. Гребля, Лисіївка, Турбів, Курава, Скибинці…» й інші села.
Потрібно зазначити, що брати Збаразькі не були звичайними поміщиками. Це були високоосвічені люди з передовими поглядами. Криштоф був учнем Галілео Галілея, а Юрій мав чудову освіту і високий військовий чин.
Обидва брати були неодружені, після смерті Криштофа Юрій купує замок у Піліце (Польща) і в Україну не повертається.
У 1594 році посол німецького імператора до Запорізького війська Еріх Лясота перший в історії описав козацькі січі на берегах Десни. У 1632 році Прилука на короткий час стала навіть столицею Козацької України. Сотенне містечко Вінницького полку занепало в буреломний період Хмельниччини.
Козацька січ на Десні, про яку описує Е. Лясота, була побудована на березі Десни між Прилукою і Турбовом, включаючи острів Виспу. У 1958 році під час будівництва їдальні староприлуцької школи-інтернату будівельники знайшли козацьку шаблю і козацькі люльки.
Рід Збаразьких (по чоловічій лінії) закінчується у 1631 році. Землі, замки, міста перейшли на Марисю Базильову-Захаровську, рідну сестру Януша Збаразького, а від неї — до дочки Ганни, що була одружена з Костянтином Вешнивецьким — воєводою руським.
Багатотисячна, добре озброєна Кримська орда спустошувала українські села, а людей забирала в рабство, позначаючи свій шлях руїнами та згарищами. Звідси і назва Чорний шлях, що проходив краєм Вінницького повіту північніше Турбова, Прилуки, через Погребище. Люстрація 1552 року розповідає про спустошені села біля Чорного шляху, в тому числі «… селище Погребище Грицька Погребицького, — те селище на самім Чорнім шляху, в котрім селищу впала р. Рось…».
Небезпека загрожувала і з південно-західної сторони, де проходив Кучманський шлях. Густі, чорні ліси, болотяно-низинна місцевість боронили Турбів від нападників, а в разі небезпеки люди ховались у болотяно-лісових хащах, куди татари не потикались.
За переказами старожилів навколо площі, де стояла стара церква, люди, копаючи льохи чи котловани під фундаменти будинків, знаходили дубові палі з загостреними кінцями, з яких в часи татарських набігів споруджували частоколи. Це свідчить про те, що люди готувались до оборони від нападників.
Економічну відсталість Вінницького повіту, а відтак Турбова спричиняла відсутність торговельних шляхів.
У болотяно-низинній місцевості Турбова люди вибирали місця для своїх будинків на підвищеннях. Поруч з батьковою хатою будували будинки сини, потім сини синів і т. д. Так поступово утворювалися мікрорайони, в яких проживали родини, пов'язані спільним корінням. Назви мікрорайонів Турбова збереглись до наших часів без змін, лише назву мікрорайону Райщина з роками спростили і почали говорити Рощина, а до 1950 року на поштових листівках вказувалась адреса: Вінницька обл., с. Турбів, вул. Райщина.
У зв'язку із статусом Турбова як містечка тут почали селитись і єврейські родини, але їхніх нащадків у Турбові на сьогодні не залишилось.
На початку XVII ст. Турбовом володіли кілька поміщиків, які заснували тут свої маєтки, впроваджували фільварково-панщинну форму господарювання, посилювали експлуатацію селян. Як свідчать історичні документи, багато селян-кріпаків Турбова постали проти свавілля землевласників. Турбівські селяни беруть участь у гайдамацькому русі.
Один з турбівських поміщиків Адам Райський володів 300 десятинами землі 874 кв. саженями землі (за даними інвентарного акту 1845 року), а 138 його селян користувались лише 10 десятинами 1023 кв. саженями землі. Маєток пана А. Райського стояв на горбі (вул. Шевченка) і займав майже половину мікрорайону Райщина. Через дорогу від маєтку (там де зараз майстерня радгоспу) містилось фільваркове господарство Райського.
Жозефіна Корвін-Піотровська мала в Турбові 53 дес. землі, її маєток пізніше належав Дроготович-Нікшичам.
Маєток Гонорати Броджинської був у Прилуці, а в Турбові вона мала 50 дес. землі. Землі графині переходили у спадок, здавались в оренду, а в 1872 році були розпродані по частинах. Через два роки, тобто в 1874 році, частину землі, яка колись належала графині Гонораті Броджинській, купила особа на ім'я Ганна Гамалія, саме та земля, що тепер належить Петровському відділку радгоспу і досі зберігає назву «Гамалія».
Найбільшим землевласником Турбова був Кароль Драгомірецький. Він мав 565 дес. землі, 148 селянських дворів, 358 кріпаків чоловічої статі. Різними шляхами, не цураючись шахрайства, поміщик відбирав у селян землю, примушував працювати в неділю, забороняв молотити зерно. За кожен невихід на роботу карав 30 різками. Панський маєток з кришталевими озерами і величезним садом у східній частині парку люди називали Чорний двір. Знущання економа та осавула виходили за межі людського терпіння. У 1846 р. від побоїв померла неповнолітня Ганна Атаманчук. Марія Сивопляс, Устина Чулова, Марія Демидова передчасно народили мертвих дітей.
Доведені до відчаю селяни написали листа цареві, в якому розповіли про знущання. Лист повернувся до пана, і він жорстоко розправився з людьми. Максима Іскрука, Артема Завальнюка, Григорія Присяжнюка кинули у в'язницю, погрожуючи 300 ударами, за те, що вони погодились передати скаргу від селянської громади цареві, але в'язні втекли.
Розправа Драгомірецького з селянами і прізвища в'язнів, яких пан збирався закатувати, значаться в архівних документах. Вдалося дослідити нащадків Артема Завальнюка, який мав трьох синів: Трохима, Олексія, Семена.
Тож одна гілка найстарішого роду Завальнюків, що сягає корінням початку XIX ст., виглядає так:
- Завальнюк Артем — 1810 р.н.;
- Завальнюк Трохим Артемович — 1840 р.н., Олексій, Семен;
- Завальнюк Григорій Трохимович −1867 р.н.;
- Завальнюк Платон Григорович — 1890 р.н.;
- Завальнюк Василь Платонович — 1928 р.н.;
- Завальнюк Василь Васильович — 1957 р.н., Віктор;
- Завальнюк В'ячеслав Васильович — 1981 р.н.

Як свідчать архівні документи, частина Турбівських земель належала Петру Варфоломієвичу Гогленкову, який народився 1865 року в Тамбовській губернії. Турбівські ліси отримав у спадок від батьків. Маєток Гогленкових був на Біленькій — теперішнє лісництво. Сам Петро Варфоломієвич жив у Вінниці, був невтомним і енергійним громадським діячем, мав сина Григорія, що був полковником царської армії і воював в армії Калчака. Потрапивши в Туніс Григорій Петрович Гогленков залишався там, проживав у Тунісі до 1970 року, там і похований.
У другій половині XIX століття на правому березі річки, між теперішньою водно-рятувальною станцією і базарною площею, стояв маєток одного з власників Турбова Василя Івановича Нікшича — генерала від інфантерії (генерал піхоти) у відставці. На горбі, ближче до річки, стояв великий двоповерховий будинок, у якому, за переказами, нараховувалось 40 кімнат. З південно-західної сторони будинку містились конюшні, каретний двір, різні підсобні приміщення. Зі східної сторони — сажавка для риби, що сполучалась з річкою. Частина сажавки збереглась до наших днів. Навколо будинку ріс великий фруктовий сад, який разом з маєтком займав площу від річки до теперішньої вул. Маяковського і від універмагу та ресторану «Антарес» до вул. Черняховського (до зарічка).
Посеред саду, в тому місці де тепер базар, було озеро, навколо якого стояли стовпи з кольоровими гасовими ліхтарями. Від озера до будинку вів підйомний місток з різьбленими перилами. Там, де зараз кафе «Деснянка», була велика оранжерея, доріжки в саду обсаджені кущами троянд. Для паненят — обладнаний ігровий майданчик з гойдалками. Найбільше дивувала селян ніким не бачена розкіш — бесідка для купання. Вона була на цепах, з дерев'яною підлогою, підіймалась і опускалась у річку там, де хотіли купатись діти чи дорослі.
У домі жив фельдшер на прізвище Фаєрман. У подружжя Нікшичів було четверо дітей: Павло, Сергій, Олена, Ліза.
Коли В. І. Нікшич помер, його поховали у невеликому склепі на сільському цвинтарі, недалеко від церкви. Пізніше в цьому склепі була похована поранена дружина генерала Ольга Олексіївна Драготович-Нікшич. Над склепом встановили плиту з чорного мармуру і хрест. У 1918 році склеп пограбували. Найбільшою цінністю була шабля генерала і золоті прикраси генеральської дружини, в яких вона була похована.
Надгробну плиту і хрест понівечили так, що прочитати дату смерті ні генерала, ні його дружини неможливо. Відомо тільки, що Ольга Олексіївна Драготович-Нікшич у 1900 році ще була жива, а померла у 54 роки.
Маєток перейшов у спадок дітям, і в 1900 році його власниками були Сергій і Олена Драготович-Нікшич. Олена, за переказами, вийшла заміж за власника сіл Біла і Шендерівка і невдовзі виїхала з ним за кордон. Сергій, як і брат Павло, був офіцером царської армії. Менша сестра трагічно загинула.
Маєток і землі здали в оренду Феліксу Мартиновичу Радовицькому. Було на той час у селі 433 двори з 2770 жителями. У 1917–1918 роках у частині панського будинку містились земський суд і лікарня, в якій надавав амбулаторну допомогу фельдшер Фаєрман.
У лютому 1918 року більшовики вбили земського суддю (на мосту біля цукрозаводу), а будинок спалили. Селяни розтягли цеглу на будівництво будинків. Доля Фаєрмана невідома.

Повстанська група Якова Гальчевського, що діяла у Турбівськомі лісі

У 1920 році в Турбівському лісі діяла Подільська повстанська група отамана Орла (Гальчевського).
Наприкінці XIX століття у Турбові працював круп'яно-вальцовий водяний млин, що належав нащадкам княгині Софії Іванівни Кудашової, на якому працювало до 30 чол. місцевих жителів. Орендатором млина був австрійський підданий Антон Ружичко.
Млин був збудований на лівому кам'янистому березі річки з каменю, що вручну добували і на цьому ж березі. За переказами, мав кілька поверхів і довжину близько 100 м. До 1917 року турбівське борошно транспортували за кордон. У 1918 році частину млина зруйнували, а та, що залишилась, проіснувала до 1956 року. У 1922–1928 роках борошно з турбівського млина розсипали у невеликі мішки по 25 кг і відправляли в Москву.
Влітку 1956 року, після весняної повені, млин обвалився в річку. Досі зберігся лише фундамент млина, який добре видно з мосту.
Завод пива належав купчисі Катерині Павлівні Поповій. На ньому працювало 6 чоловік з місцевих жителів. Один з них Федір Федорович Бебко — дід Петра Кіп'яновича Бебка, що живе по вул. Набережній.
Орендували завод Людгарт Вацлавович Людгарт і Северин Войцехович Ковальський. Якісне і смачне пиво розливали в пляшки, виготовлені під замовлення на Бердичівському склозаводі. Пляшки з темного зеленого чи коричневого скла, довгасті з видутим маркуванням: «Бердичівський склозавод. Турбівський пивоварений». Завод стояв там, де тепер виробничий кооператив «УЮТ».
Нижче мосту, між Турбовом і Сививківцями, на лівому березі Десни відкрили каменоломню. Добували каміння ручним способом, використовували для потреб містечка (вимощування доріг, будівництва будинків, мосту).
Працював цегельний завод, цегла була високоякісною, користувалась попитом. У 1930 році завод реорганізували у промколгосп «Будівельник», де, крім цегли, виготовляли колодязні круги й інше. Підпорядковувалась промколгоспу і каменоломня. Головою колгоспу була П'янківська Горпина Феодосіївна (Федотівна).
У 1906 році стала до ладу вузькоколійна залізниця, будівництво якої розпочалося у 1890 році. У 1905 році уже був призначений перший начальник залізничної станції «…потомственный почетный гражданин Валентин Антонович Ставицкий…» і телеграфіст по станції Сава Гаврилович Стельмах.
Приміщення станції, дві водокачки, одна з яких була на березі річки і подавала уже гарячу воду по водогону, що проходив через садок панського маєтку. Залізниця задовольняла потреби промислових підприємств, по ній транспортували з Турбова за кордон борошно, цукор, і навіть раків з турбівського ставу.
У довоєнні роки начальником залізничної станції був М. Биковський, після війни — Кранцов, а його помічником — Каплун.
Працював у Турбові винокуренно-горілчаний завод, заснований у 1862 році, поруч збудували погріб для зберігання і продажу вина. Завод належав Д. І. Моргулісу — Новоприлуцькому.
У цей час став до ладу ще один млин Натана Яковича Головчинера, що давав випуск продукції 8000000 пудів щорічно.
Базару в Турбові не було, люди ходили за покупками в Прилуку чи Вахнівку. У Турбові базар відкрили в 1937 році.
У першій половині XIX століття у Турбові проживало близько 1500 чоловік. Наприкінці XIX — початку XX століття у Турбові були цукровий, шкіряний та цегельний заводи, суконна фабрика, винокурня, круп'яно-вальцовий паровий млин та інші підприємства.
До 1923 року Турбів входив до Бердичівського повіту Київської губернії. На підставі постанови ВУЦВК від 7 березня 1923 року він відійшов до складу Вахнівського району Вінницького округу.
У 1929 році Турбів стає районним центром. У 1931 році увійшов до складу Липовецького району. У лютому 1935 року знову став районним центром.
14 березня 1944 року селище визволене від німецьких військ військами 2-го Українського фронту.
Згідно з постановою облвиконкому від 28 грудня 1956 року село Турбів стає селищем міського типу. З 1959 року входить до складу Липовецького району.
У 2020 році Турбів став адміністративним центром Турбівської об'єднаної територіальної громади у складі Вінницького району. В склад громади також увійшло 9 колишніх сільських рад (21 село) Липовецького району . 

### Загайпіль
Після реформи 1861 року заможніші селяни почали купувати землі, навколо Турбова виникають хутори.
Хутір Турбівський, що належав А. П. Шевченку, і хутір Павлюків були між Чупринівкою, Прилукою і Турбовом. Хутори Осадчого і Фтоменків містилися на полях між дорогами, одна з яких веде на Погребище, друга — на Липовець.
Хутори Юкишів і Харахурів також були зі східної сторони Турбова, але праворуч від Липовецького шляху. Були й інші хутори, але найбільшим був Загайпіль. Люди купували землі, обробляли поля — ті, що за гаєм. Звідси і назва хутора — Загайпіль.
До 1919 року на Загайполі було близько 40 дворів. Проживали тут Августовські, Кузнярські, Скепські, Шиманські, Кепські, Будківські, Ковальчуки, Радзієвські, Березюки, Дробовичі та інші. 
В одному з будинків містився притулок для дітей-сиріт, поруч невелика церква. Сиротинець і церкву збудувала і утримувала на власні кошти Марія Панасівна Баранова.
Близько ста дітей доглядали і виховували монашки, імена їх не встановлені, були також робітники, що доглядали корів і коней, працювали в городі і полі. Жителі навколишніх сіл допомагали сиротинцю харчами і одягом. Щонеділі кілька жінок несли молоко, яйця, крупи, борошно, картоплю.
У часи більшовицького терору церкву зруйнували, з дитячого будинку зірвали дах, забрали корів і коней.
Н. А. Баранова переїхала до Вінниці, вийшла заміж за Довбню Олексія Прокоповича, мала дві доньки.
Багато хуторян було заслано в Сибір. З будинків зірвані дахи, забрані корови, коні, плуги та борони. До початку німецько-радянської війни на Загайполі залишилось десять дворів. Цей розорений і напівзнищений хутір, де жили «вороги народу», став центром партизанської війни.
Хуторяни перераховували червоноармійців, що тікали з німецького полону, переправляли їх у партизанський загін, пекли хліб, лагодили взуття та одяг, тут відбувалися зустрічі партизанських зв'язкових з підпільниками. Щоб уникнути відправлення в Німеччину, молодь тікала в ліс і переховувалась в ямах, що були навколо Загайполя.
Недалеко від хутора, в лісі, є польський цвинтар, захоронення датуються початком XIX ст. Досі на цвинтарі хоронять турбівчан-католиків, звичайно, на їхнє прохання.
Зараз на хуторі лише дві хати, одна з них порожня, а в іншій проживає Ганна Іванівна Ковальчук. На хуторі немає ні електроенергії, ні інших комунальних благ.

2020  року встановлений пам’ятний знак меморіальна дошка Борцям за державність України (воякам Української Галицької Армії, Січових Стрільців, УНР).

## Населення

### Мова
Розподіл населення за рідною мовою за даними :
| Мова            | Кількість | Відсоток |
| --------------- | --------- | -------- |
| українська      | 6895      | 98.33%   |
| російська       | 113       | 1.61%    |
| німецька        | 2         | 0.03%    |
| білоруська      | 1         | 0.01%    |
| вірменська      | 1         | 0.01%    |
| інші/не вказали | 1         | 0.01%    |
| Усього          | 7013      | 100%     |

## Економіка
Промисловість Турбова представляють:
- Турбівський каоліновий завод;
- Турбівський машинобудівний завод.
- ТОВ «ВІН-ПЕЛЕТА» — перше підприємство в Україні [5] з виготовлення пелет. Було відкрите і запущено в дію 24 жовтня 2012 року.

Біля селища одне з найбільших в Європі родовищ каоліну.

Промисловість Турбова раніше представляли:
- цукровий комбінат — досить великий комбінат, заснований 1847 року, продукція цукру у т: 1912-13 — 51 000, 1965 — 364 000). Нині виробничими потужностями заводу управляє ТОВ «Турбівська цукрова компанія»; демонтований в 2016 році.
- склоробний завод (не діючий);

## Храми

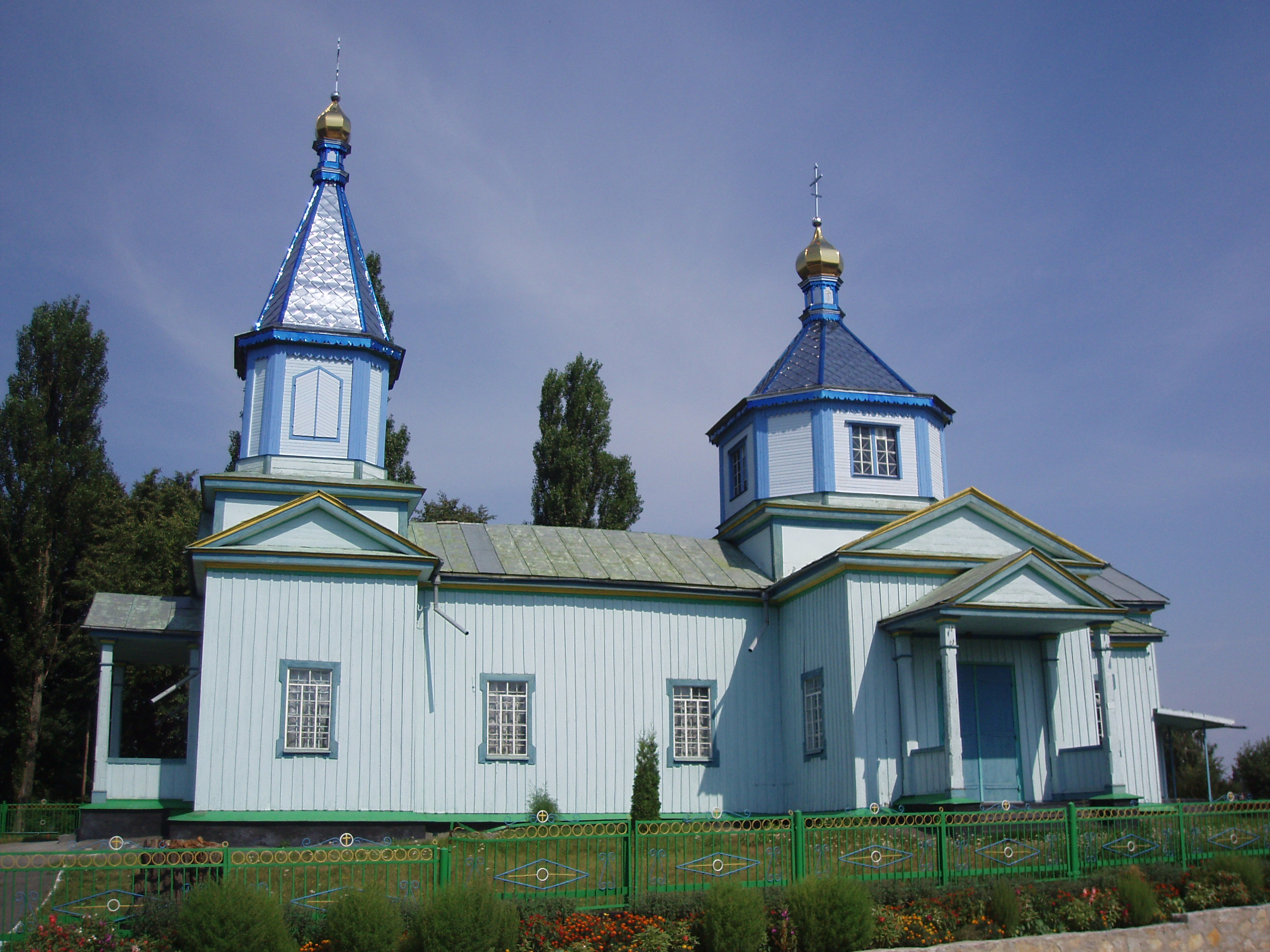
Свято-Дмитрівська церква (УПЦ МП)

У селищі є дерев'яна церква св. Дмитра, яку використовує УПЦ Московського патріархату.
Також є церква УПЦ Київського патріархату, яку розпочали будувати з 2002 року.

## Освіта
У Турбові діє 2 загальноосвітні середні школи I—III ступенів. Раніше діяла також початкова школа.

## Спорт
З давніх часів Турбів був відомим завдяки футболу. Зараз є доросла футбольна команда ФК «Турбів», яка виступає в чемпіонаті Калинівського району та у 1-й лізі Вінницької області, а також функціонує дитячо-юнацька спортивна школа. На базі ДЮСШ функціонують гуртки з футболу, боксу та важкої атлетики. У селищі є футбольне поле та спортивний зал.

## Міста-побратими
- Мейська Гурка

## Люди
У Турбові народилися:
- Іскра Антон Леонтійович — доктор технічних наук, лауреат Ленінської премії, премії Жуковського;
- Забузній Дмитро Вікторович — старший солдат ОЗСП «Азов», учасник російсько-української війни, захисник Маріуполя, отримав орден «За мужність» III ступеня (2022, посмертно).
- Клоноз Руслан Іванович — солдат Збройних Сил України, учасник російсько-української війни, що загинув у ході російського вторгнення в Україну в 2022 році.
- Крючковський Анатолій Федорович — один із членів екіпажу баржі «Т-36», яка 49-днів дрейфувала у Тихому океані в 1960 році;
- Лященко Олеся Анатоліївна — українська поетеса.
- Солонар Станіслава Володимирівна — українська поетеса.
- Тележинська Катерина Володимирівна — Заслужений лікар України.

Проживали:
- Заєць Василь Васильович — український письменник, журналіст.
- Сохнич Анатолій Якович — заслужений діяч науки і техніки України.